# Vladislavas Zybaila
Vladislavas Zybaila (ur. 17 stycznia 1975 w Wilnie) – litewski biegacz narciarski, dwukrotny uczestnik zimowych igrzysk olimpijskich, czterokrotny uczestnik mistrzostw świata w narciarstwie klasycznym.
Dwukrotnie wziął udział w igrzyskach olimpijskich. W 1998 roku w Nagano uczestniczył w czterech konkurencjach biegowych – w biegu na 10 km zajął 44. miejsce, w biegach pościgowym i na 50 km był 51., a biegu na 30 km nie ukończył. Cztery lata później w Salt Lake City został sklasyfikowany na 50. miejscu w biegu na 50 km, zajął 52. miejsce na 15 km, był 53. w sprincie, 57. na 30 km i 58. po klasyku w biegu łączonym.
Czterokrotnie uczestniczył w narciarskich mistrzostwach świata. Debiut w zawodach tej rangi zaliczył w lutym 1997 roku na mistrzostwach w Trondheim. Zajął tam 43. miejsce w biegu na 50 km, był 71. w biegu łączonym, 77. w biegu na 30 km i 86. na 10 km. W kolejnych mistrzostwach, rozegranych w 1999 roku w Ramsau, był 49. w biegu na 50 km, 63. na 30 km i 74. na 10 km. W 2001 roku w Lahti uplasował się na 51. miejscu w biegu na 50 km, na 55 w biegu na 30 km i na 60. w biegu na 15 km. W ostatnim starcie na mistrzostwach świata, w 2003 roku w Val di Fiemme, był 46. w biegu na 15 km, 47. w biegu masowym i 59. w biegu łączonym.
W latach 1995–2003 wielokrotnie startował w zawodach Pucharu Świata. Zadebiutował w styczniu 1995 roku, zajmując 94. miejsce w biegu na 15 km techniką dowolną w Lahti. Najlepszy rezultat w zawodach tej rangi osiągnął w styczniu 2003 roku w Oberhofie – był 34. w biegu masowym na 15 km stylem klasycznym.